# Панамо-Тихоокеанская международная выставка
Панамо-Тихоокеанская международная выставка (англ. Panama–Pacific International Exposition, сокр. PPIE) — международная выставка, проходившая в Сан-Франциско в 1915 году в честь завершения строительства Панамского канала. Выставка площадью 635 акров (2,6 км²) размещалась в современном городском районе Марина между Пресидио и Форт-Мэйсоном.

## Выставка
Среди экспонатов на выставке был паровоз C. P. Huntington — самый первый локомотив железной дороги Southern Pacific, ныне находящийся в Калифорнийском государственном железнодорожном музее (англ. California State Railroad Museum) в Сакраменто. На выставке работала телефонная линия до Нью-Йорка, чтобы люди по всему континенту могли услышать Тихий океан. Колокол Свободы — один из главных символов американской борьбы за независимость — был привезён на экспозицию из Филадельфии, штат Пенсильвания, проделав путь через всю страну. Вокруг выставочного комплекса были проведены автомобильные соревнования Гран-при Америки и Кубок Вандербильта. На выставке работала экспозиция Смитсоновского института. На выставке была представлена обширная коллекция Японских гравюр на дереве, это поспособствовало популярности данного жанра исскувства в США, в частности вдохновившись ими художник Уильям Зельцер Райс стал писать свои гравюры на дереве.

## Планировка
Центром выставки была Башня драгоценностей (англ. Tower of Jewels) высотой 435 футов, покрытая более чем 100 000 граненых стекол, освещаемая пятьюдесятью электрическими прожекторами в ночное время. Перед башней находился фонтан Fountain of Energy, окружённый садом South Gardens, дворцом Palace of Horticulture и зданием Festival Hall. Множество других павильонов, выполненных как дворцы, располагались на территории выставки. Среди них выделялся Дворец изящных искусств, созданный в качестве временного музея изобразительных работ. Этот дворец — одно из немногих сооружений, сохранившихся со времён выставки, и единственное, располагающееся на изначальном месте. Ближе к Форт-Мэйсону располагался парк развлечений, где среди прочих аттракционов вниманию посетителей была представлена крупномасштабная действующая модель Панамского канала.

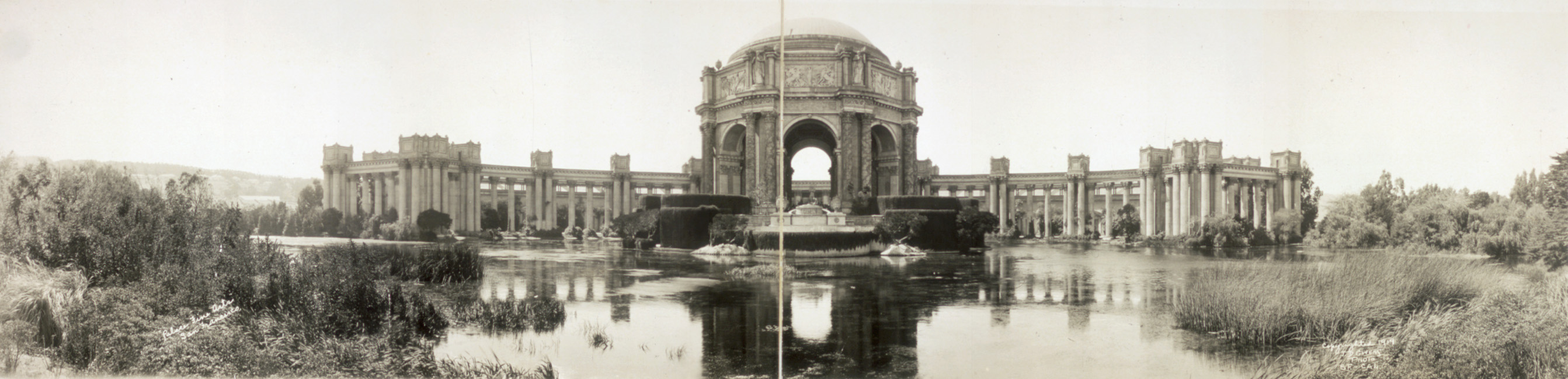
Панорама Дворца изящных искусств, 1919 год

## Выставка и Первая мировая война
Выставка совпала с разгаром Первой мировой войны, посещаемость была невысокой и вместо доходов остались убытки в 15 миллионов долларов в тех ценах

## Артефакты в честь выставки

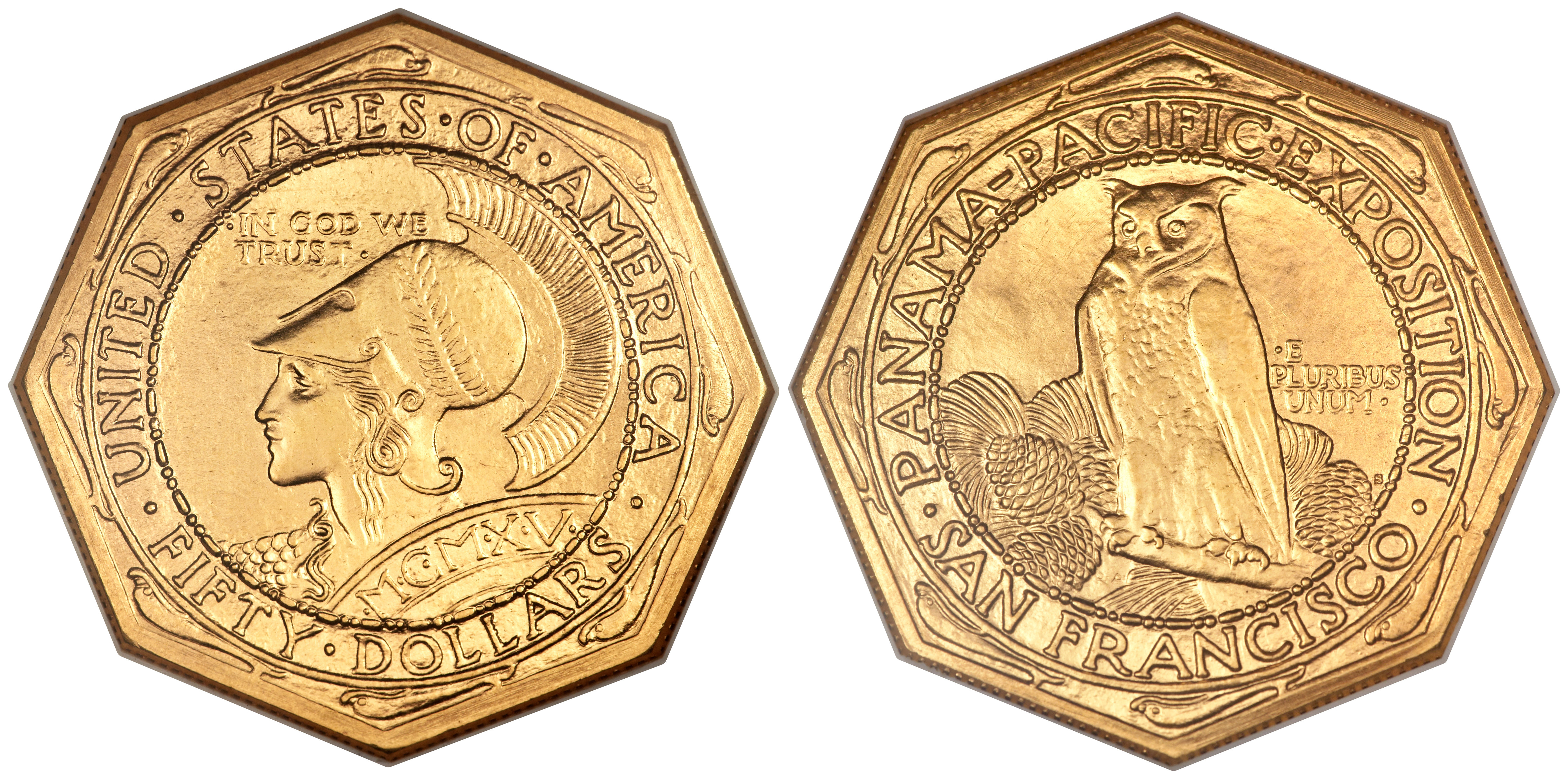
Золотая восьмиугольная монета в 50 долларов

- Конгресс США уполномочил монетный двор Сан-Франциско (англ. San Francisco Mint) эмитировать серию из пяти памятных монет, изготовленных из серебра и золота[4]. Интересно, что некоторые из золотых монет были выпущены необычной восьмиугольной формы[5].
- Почта США выпустила набор из четырёх марок, посвящённых выставке — Vasco Núñez de Balboa (1 цент), Pedro Miguel Locks and Panama Canal (2 цента), Golden Gate (5 центов) и San Francisco Bay (10 центов). Марки были выпущены в 1913 году, затем переизданы в 1914 и 1915 годах (с разной перфорацией). В настоящее время являются раритетом. Также были выпущены почтовые открытки с видами выставки.

## Память
В 2015 году организации California Historical Society, Maybeck Foundation и Innovation Hangar провели мероприятия, посвященные 100-летию Панамо-Тихоокеанской выставки. 20 июня 2015 года концерт хора и оркестра состоялся во Дворце изящных искусств. К этому юбилею был открыт специальный сайт Архивная копия от 22 октября 2015 на Wayback Machine.